# Niue
Niue (Niuē in lingua niueana), ufficialmente Commonwealth di Niue, è uno Stato insulare dell'Oceano Pacifico meridionale, sito 2400 km a nord-est della Nuova Zelanda, all'interno di un triangolo formato da Tonga a ovest, Samoa Americane a nord e le Isole Cook a est.
Dal 1974 mantiene uno status di libera associazione con la Nuova Zelanda.

## Storia
Le prime popolazioni a raggiungere Niue furono quelle delle isole Samoa, situate 560 chilometri a nordovest, circa nel 900 d.C. Successivamente l'isola subì le incursioni anche dei guerrieri tongani, nel XVI secolo.
La lingua di Niue presenta notevoli affinità con il tongano, ma è stata anche influenzata dal samoano, con il quale mantiene un forte legame culturale.
Il primo contatto di Niue con un europeo risale al 1774, con il capitano James Cook, che, avvistando gli abitanti dell'isola senza attraccarvi, la chiamò "Isola selvaggia" (Savage Island), scambiando forse il colore rosso con il quale erano dipinti gli indigeni per sangue.
Successivamente l'evento di maggiore rilievo nei rapporti con gli europei fu l'arrivo della London Missionary Society nel 1846.
Nel 1887 il re Fata-a-iki (...-1896) scrisse una lettera alla regina Vittoria del Regno Unito chiedendo l'istituzione di un protettorato britannico sull'isola affinché non entrasse nelle sfere protettive di qualche altra potenza coloniale. La lettera non ricevette risposta, e neanche la successiva del 1895.
Solo nel 1900 il Regno Unito riconobbe a Niue lo status di protettorato, ma l'influenza britannica cessò l'anno seguente quando l'isola fu annessa dalla Nuova Zelanda.
Durante la prima guerra mondiale centocinquanta niueani furono arruolati nell'esercito neozelandese.
L'indipendenza in forma di auto-governo fu garantita dal parlamento della Nuova Zelanda il 19 ottobre 1974, con la pubblicazione della Costituzione.
Nel gennaio del 2004 Niue fu colpita dal ciclone Heta, che uccise due persone e provocò estesi danni all'intera isola e in modo particolare nella parte meridionale della capitale Alofi.
Il capo del governo è il premier Dalton Tagelagi, eletto alle elezioni legislative dell'11 giugno 2020.

## Geografia
Niue è un'isola di 259 km² localizzata nel sud dell'Oceano Pacifico, a est di Tonga.

### Morfologia

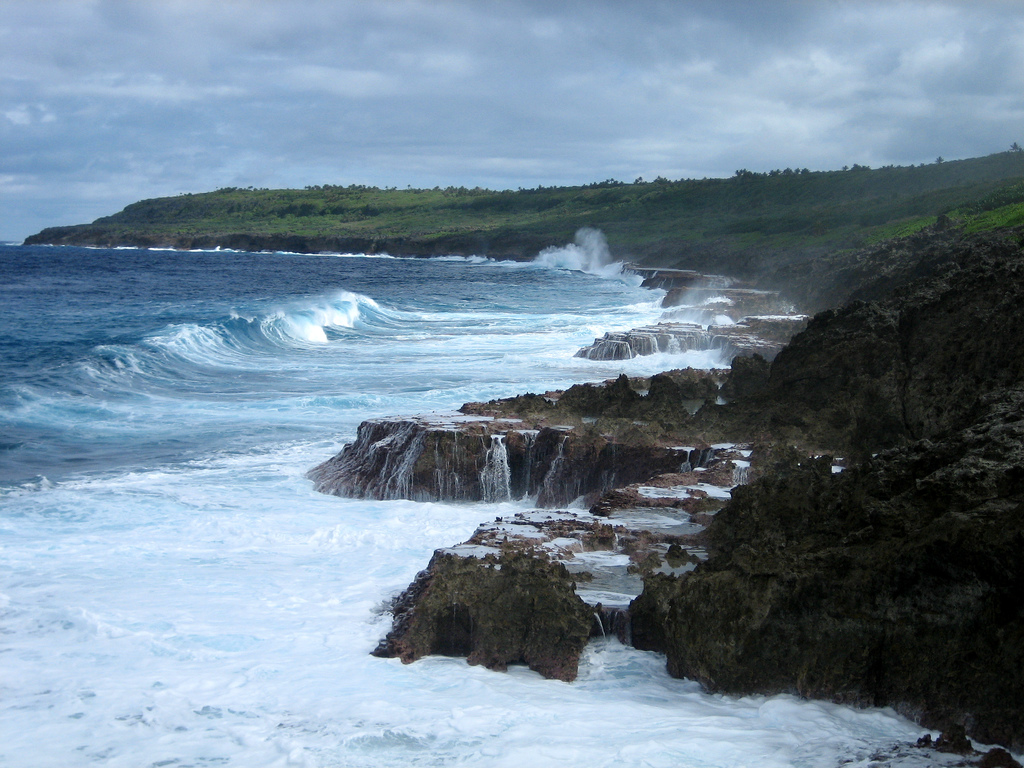
Costa di Niue

Niue è una delle più grandi makatea (isole coralline sollevate) del mondo.
Il suo territorio è costituito da ripide scogliere di calcare lungo la costa e da un altipiano centrale posto a 60 metri sul livello del mare. Il punto più alto si raggiunge a 68 m sul livello del mare, in un luogo senza nome, vicino al villaggio di Mutalau. Una barriera corallina corre tutto attorno all'isola, con una sola interruzione di un certo rilievo al centro della costa ovest, nei pressi della capitale, Alofi. Una caratteristica dell'isola è data dal gran numero di cave di calcare poste in prossimità della costa.
L'isola ha una forma grossolanamente ovale (un diametro di circa 18 km) con due larghe baie che solcano la costa ovest (la baia di Alofi nel centro, e la baia di Avatele nel sud). Tra queste c'è il promontorio di Halagigie Point. Una piccola penisola, Tepa Point (o Blowhole Point) è situato vicino all'insediamento di Avatele nel sud-ovest. La costa è lunga in totale 64 km.
Ci sono tre barriere coralline all'interno delle acque territoriali, che non danno contributi alla superficie del Paese:
1. Beveridge Reef, a 20°00'S, 167°48'O, 240 km sud-est, atollo sommerso che emerge durante la bassa marea, dimensioni 9,5 km nord-sud, 7,5 km est-ovest, per un'area totale di 56 km² e una laguna profonda 11 metri.
2. Antiope Reef, a 18°15'S, 168°24'O, 180 km a sud-est, di forma circolare, approssimativamente di 400 metri di diametro, e con una profondità di almeno 9,5 metri.
3. Haran Reef, a 21°33'S, 168°55'O, 294 km a sud-est.

Oltre a queste tre vi sono l'Albert Meyer Reef, 326 km sud-ovest (20°53'S, 172°19'O), circa 5 km in lunghezza e profondo circa 3 metri, non ufficialmente reclamato da Niue, e Haymet Rocks, 1273 km ESE (26°S, 160°W), di esistenza dubbia.

### Idrografia
L'isola non presenta corsi d'acqua ma la morfologia accidentata, che crea numerose grotte, burroni e gole, permette la formazione di piccoli laghetti alluvionali in occasione di forti piogge, e la creazione di piccoli ruscelli che si riversano in mare dall'alto della scogliera.

### Clima
L'isola ha un clima tropicale. La stagione dei cicloni va da dicembre a marzo e in questo periodo la temperatura media è di 27 °C. Durante il resto dell'anno la temperatura è più bassa, con una media di 24 °C, grazie anche agli alisei sud-orientali.
Le precipitazioni, abbondanti, raggiungono una media annua di 2000 mm, con piogge concentrate soprattutto tra novembre e aprile.

## Popolazione
L'isola ha una popolazione di soli 1 620 abitanti (al 2018), con una densità di 5,35 abitanti per km².

### Demografia
La popolazione di Niue è in continuo calo a causa dell'emigrazione, soprattutto da parte dei giovani, verso la Nuova Zelanda in primis e verso l'Australia. All'inizio del XX secolo la popolazione di Niue ammontava a circa 4 500 persone e al momento dell'indipendenza, del 1974, era di circa 4 000 persone. Si stima che circa 18 500 niueani vivano in Nuova Zelanda e altri 3 000 in Australia. La maggior parte della popolazione risiede sulla costa ovest, intorno alla capitale e nel nord-ovest.
La popolazione indigena di Niue è di origine polinesiana, con antenati che si crede siano arrivati sull'isola navigando dalle isole Tonga, Samoa o Pukapuka.
Secondo il censimento del 2001 la popolazione aborigena costituisce l'80,6%, le popolazioni provenienti da altre isole del Pacifico 10,5%, gli europei il 4,7% e gli asiatici lo 0,2%.

### Religione
Ogni villaggio dell'isola ha il proprio luogo di culto dell'Ekalesia Niue, una chiesa protestante derivante dalla London Missionary Society. Secondo il censimento del 2001 il 62,96% della popolazione è fedele a questa chiesa, un ramo della chiesa congregazionale, divenuta indipendente nel 1970, che mantiene una forte influenza nella società contemporanea. Seconda religione dell'isola è quella mormone con il 9,1% della popolazione. Dopo la Seconda Guerra Mondiale si sono diffusi nell'isola il cattolicesimo, i Testimoni di Geova, la Chiesa Avventista del Settimo Giorno e i Bahá'í. È ancora praticata anche la religione tradizionale, ovvero quella antecedente all'arrivo dei primi missionari.

### Lingue
Lingue ufficiali dell'isola sono l'inglese e il niueano. Il niueano, la lingua parlata dalla popolazione, è imparentato strettamente con il tongano ma ha anche diverse affinità con il samoano. L'inglese è la seconda lingua ma è parlata dalla quasi totalità degli abitanti.

## Ordinamento dello stato
In base alla costituzione di Niue, datata 1974, l'isola è indipendente e in libera associazione con la Nuova Zelanda. La costituzione di Niue investe dell'autorità esecutiva il re e il governatore generale della Nuova Zelanda. Essa è però esercitata in pratica dal premier di Niue e tre altri ministri. Il premier e i ministri devono essere membri dell'Assemblea di Niue, l'assemblea legislativa della nazione.
L'assemblea è composta da venti membri eletti democraticamente ogni tre anni. Quattordici dei membri sono eletti direttamente dagli elettori di altrettanti collegi elettorali di villaggio. I rimanenti sei sono eletti alla stessa maniera, con la differenza che diversi collegi elettorali sono accorpati per ogni seggio. Gli elettori devono essere cittadini della Nuova Zelanda, residenti da almeno tre mesi a Niue e i candidati devono essere elettori, residenti da non meno di dodici mesi. In caso di parità dei voti, la tornata elettorale viene ripetuta e qualora si ripeta la parità, il vincitore viene estratto a sorte. Lo speaker dell'assemblea è eletto tra i membri.

### Suddivisioni storiche e amministrative
L'isola è storicamente divisa in una parte settentrionale, chiamata Motu e una meridionale, chiamata Tafiti. Amministrativamente il territorio è diviso in quattordici municipalità che corrispondono ai territori dei villaggi principali. La capitale, Alofi, è divisa in due municipalità: Alofi Nord e Alofi Sud. Ogni villaggio elegge il proprio Consiglio Municipale, che elegge il proprio presidente, e ogni villaggio è rappresentato da un deputato al Parlamento di Niue.

### Istituzioni

#### Ordinamento scolastico
Il sistema scolastico si basa sul modello neozelandese e mantiene essenzialmente lo stesso piano di studi. L'educazione è obbligatoria per i bambini da 5 a 14 anni. Il tasso di alfabetizzazione nel paese è molto alta: stando ai dati governativi si aggira intorno al 99%. La scuola superiore di Niue (Niue High School) si trova ad Alofi Nord. A Niue opera un distaccamento dell'Università del Pacifico del Sud, che è l'unica istituzione in grado di fornire istruzione dopo la scuola secondaria. Gran parte dei niueani ricevono l'educazione superiore all'estero, principalmente in Nuova Zelanda, Australia o Figi.

#### Sistema sanitario
Considerato l'isolamento dal resto del mondo a Niue è praticamente inesistente il rischio di contrarre malaria o AIDS. Rari sono i casi di epatite, tubercolosi e dengue. Il sistema sanitario nazionale funziona a titolo gratuito per gli abitanti dell'isola, mentre è a pagamento per gli stranieri. L'unico ospedale di Niue, il Lord Liverpool Hospital, che si trova nella parte meridionale di Alofi, è stato ricostruito nel 2002 dopo i danneggiamenti causati da un ciclone tropicale. Nel 2001 il rapporto tra medici e popolazione era di 1 per 434 abitanti.

#### Forze armate
Niue non ha forze armate regolari e la difesa dell'isola è garantita dalle forze armate neozelandesi.

## Politica

### Politica interna
Per i due decenni successivi alla dichiarazione di indipendenza del 1974 Niue non ha avuto partiti politici organizzati. Solo nel 1990 si organizzò il primo partito politico, che ebbe però vita breve a causa della difficoltà nella scelta del candidato Premier e del suo Gabinetto. Nel 1996, nelle elezioni parlamentari, per la prima volta prese parte il Partito del Popolo di Niue. Nel 2003 il partito fu però sciolto: attualmente non esistono partiti politici a Niue e dunque tutti i membri dell'Assemblea di Niue risultano essere come indipendenti.

### Politica estera
La politica estera e la rappresentanza di Niue all'estero sono garantite dalla Nuova Zelanda. A Wellington si trova un ufficio di rappresentanza di Niue.

## Economia
L'espansione economica di Niue è molto limitata, con un PIL intorno ai 7,6 milioni di dollari (stima del 2000).
Una gran parte delle attività economiche è data dalle normali gestioni governative, oppure da piantagioni a conduzione familiare.
La valuta usata è il dollaro neozelandese; sempre dalla Nuova Zelanda provengono introiti economici per il sostentamento dell'isola.
Gli aiuti stranieri, principalmente dalla Nuova Zelanda, sono stati finora la principale entrata. Il turismo procura un po' di reddito, mentre le attività industriali risultano scarse. Le rimesse dagli emigrati niueani in Nuova Zelanda (circa 20.000) costituiscono una parte significativa delle entrate di Niue.
Le spese di governo eccedono di molto le entrate, con il sussidio dalla Nuova Zelanda che sovvenziona le paghe dei dipendenti pubblici. Il governo riesce a ottenere qualche entrata, anche se piuttosto limitata, dalle emissioni filateliche per collezionisti stranieri.
Il governo auspicava la creazione di un regime di "offshore banking" ma questo progetto è stato abbandonato anche su pressione del governo statunitense. Comunque, per la bassa imposizione fiscale attuata e in particolare per l'assenza di norme e misure restrittive di controllo sul versante delle transazioni finanziarie, Niue è annoverata tra i cosiddetti "paradisi fiscali". Infatti è una delle 14 giurisdizioni che figurano nella "lista grigia" nel rapporto del giugno 2010 dell'OCSE. Anche il sistema fiscale italiano, con il Decreto Ministeriale 04/05/1999, l'ha inserita tra gli Stati o Territori aventi un regime fiscale privilegiato, cosiddetta Black List, ponendo quindi limitazioni fiscali ai rapporti economico commerciali che si intrattengono tra le aziende italiane e i soggetti ubicati in tale territorio.
L'economia di Niue sta ancora soffrendo a causa del devastante ciclone tropicale Heta, che ha colpito l'isola nel 2004, devastando le abitazioni e l'unico ospedale.

### Risorse

#### Agricoltura
L'agricoltura di sussistenza con piantagioni a conduzione familiari, costituisce una minima parte dell'economia dell'isola.
Il principale prodotto agricolo è il taro rosa, commerciato in tutta l'Oceania. Tra le altre coltivazioni si ricordano diverse varietà di banana, tapioca, cassava, yam e kumara (patata dolce).
Rilevante è la produzione di miele per l'esportazione.

#### Pesca
Le acque attorno a Niue sono protette dalla legge, che vieta per la pesca l'utilizzo di esplosivi, veleni e attrezzature subacquee. La pesca con le reti non si è mai diffusa molto nell'isola. Come esca vengono tradizionalmente utilizzati piccoli pesciolini, chiamati ulihega (Decapterus macrosoma), catturati con l'utilizzo di noci di cocco e altri vegetali. Le uniche zone di pesca consentite sono quelle delle acque che si trovano al largo delle zone di costa dove arrivano i sentieri che partono dall'interno dell'isola, i cosiddetti sea track. Attorno all'isola abbondano wahoo, tonni e mahi-mahi.

#### Risorse minerarie
Nell'agosto del 2005 un'azienda mineraria australiana, la Yamarna Goldfields, affermò di avere scoperto un grandissimo giacimento di uranio. La notizia si rivelò completamente falsa e i cospiratori vennero arrestati per insider trading. Sull'isola sono completamente assenti attività minerarie.

#### Industria
Il settore industriale è quasi inesistente a Niue. Esistono alcune piccole fabbriche per la lavorazione di maracujá, petrolio, miele e cocco.

### Esportazioni
Un tempo erano fiorenti le esportazioni di cotone, copra e banane ma ormai sono scomparse: rimangono esportazioni principalmente di miele e taro. Niue ha esportato per 182.997 dollari neozelandesi nel 2003, quasi esclusivamente verso la Nuova Zelanda.

### Importazioni
Le principali risorse importate sono alimenti, prodotti manifatturieri, macchinari, combustibile, equipaggiamento medico e medicine. Nel 2003 Niue ha importato per 3,66 milioni di dollari neozelandesi, avendo come partner commerciali sempre la Nuova Zelanda (97,6%) e l'Australia (0,28%) principalmente.

### Trasporti
L'aeroporto internazionale di Alofi serve l'isola con collegamenti per la Nuova Zelanda (due volte la settimana) e per le isole Samoa (ogni lunedì). Niue non è servita da navi passeggeri e sull'isola non esistono ferrovie né altro tipo di trasporto pubblico.
Niue ha più di 100 km di strade asfaltate, che corrono lungo la costa. La guida è a sinistra.

### Turismo

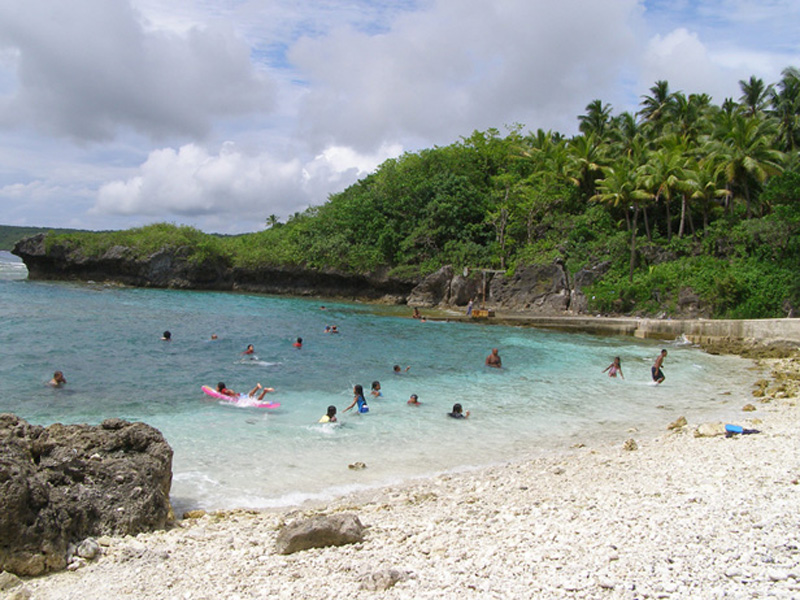
Spiaggia di Avatele

L'afflusso turistico, benché non elevato, è considerato dal governo uno dei tre settori forti dell'economia e da incentivare (gli altri due settori forti sono la pesca e l'agricoltura). Nel 2002 Niue è stata visitata da 3.155 turisti. Si tratta nella grande maggioranza di neozelandesi, seguiti da australiani, europei, statunitensi e canadesi. Nel 2006 le entrate portate dai visitatori stranieri sono state pari a 1,6 milioni di dollari, facendo appunto del comparto turistico una delle principali fonti dell'economia isolana. Il governo sta attuando una strategia di appoggio e incentivazione dei finanziamenti stranieri per progetti di sviluppo turistico nell'isola, per aumentare le possibilità ricettive del territorio, grazie a incentivi fiscali e concessioni. Il grande limite del turismo niueano è dovuto alla difficoltà a raggiungere l'isola (esistono solo collegamenti aerei, due volte la settimana).
Nel marzo 2020 Niue è stato il primo Paese completamente buio, nell'ambito del contrasto all'inquinamento luminoso.

## Ambiente

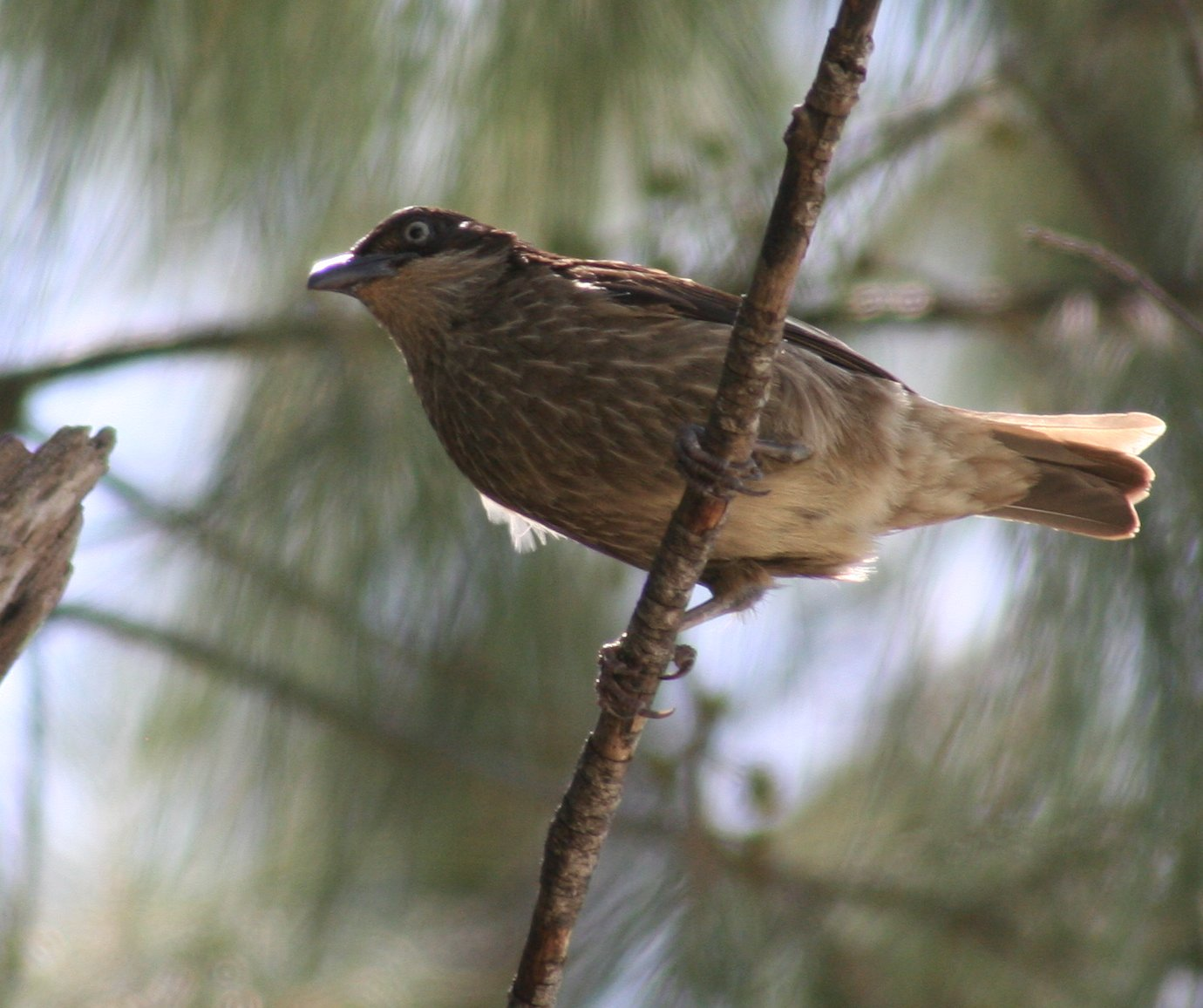
Storno polinesiano

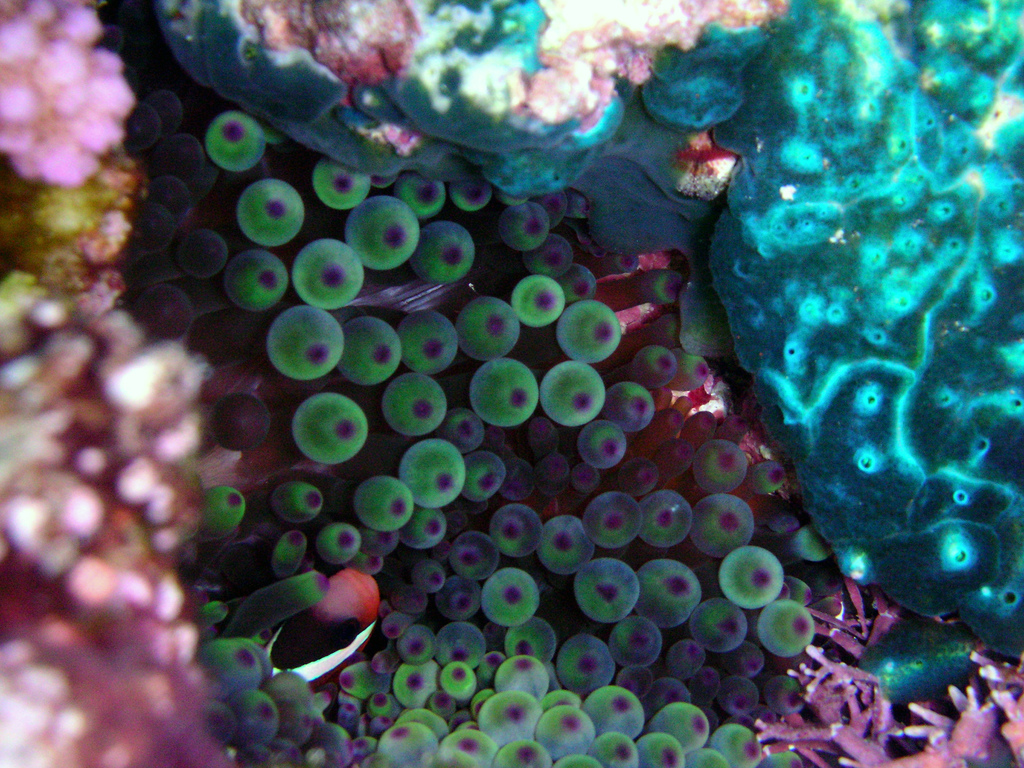
Anemone di mare

Secondo il WWF, Niue fa parte della stessa bioregione delle isole Tonga (foreste umide tropicali).
Il governo ha istituito l'Huvalu Forest Conservation Area, nella parte sud-orientale dell'isola, all'interno, per proteggere un tratto di fitta foresta tropicale, dove crescono alberi e fiori selvatici molto belli.

### Flora
La vegetazione, tipicamente tropicale, è molto fitta all'interno dell'isola e in assoluto la parte orientale dell'isola è la più rigogliosa, con aree litoranee praticamente impenetrabili e boschi ombrosi.

### Fauna
Gli unici mammiferi autoctoni sono i topi e i pipistrelli frugivori. I gatti, portati sull'isola dall'uomo e ora rinselvatichiti, costituiscono un grave problema perché cacciano la fauna locale, precedentemente senza problemi di grossi predatori.
Numerose sono le specie di uccelli residenti e quelle migranti. Tra le principali che abitano l'isola si possono ricordare i fetonti codabianca, i parrocchetti e i veka (ralli delle Filippine). Le coste sono abitate dal grandissimo granchio ladro o granchio del cocco, che la popolazione locale chiama uga, famoso per la prelibatezza della sua polpa.
I mari attorno all'isola sono abitati da una grande varietà di pesci tropicali dai colori più svariati. Ma l'animale caratteristico delle acque di Niue non è un pesce bensì il katuali, un serpente marino del genere Laticauda dalla livrea a strisce nere e grigie, molto velenoso, ma che raramente attacca l'uomo, perché ha la bocca molto piccola. Questo serpente è endemico delle acque marine circostanti l'isola di Niue.
Le megattere giungono nelle acque di Niue dall'Antartide per venirsi a riprodurre, nel periodo che va da giugno a novembre. Le acque sono anche abitate da diversi delfini di piccole dimensioni e non è difficile avvistare banchi di stenelle dal lungo rostro.

## Arte

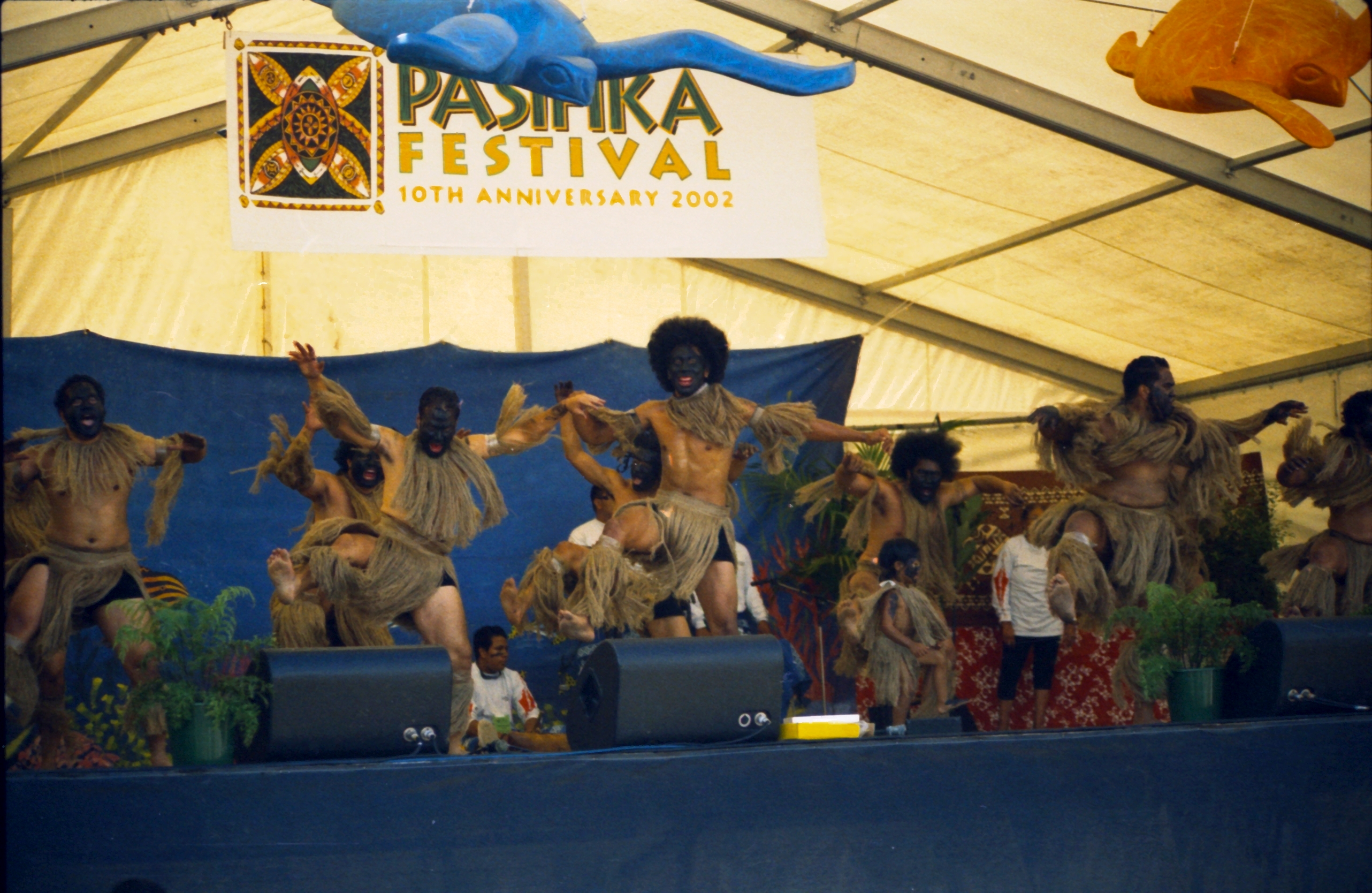
Balli in un festival tradizionale

### Letteratura

#### Romanzo
Tra i romanzieri niueani più famosi ricordiamo John Pule, con le sue opere The Shark that Ate the Sun e Burn My Head in Heaven.

### Musica
Come in tutti i popoli polinesiani la musica e la danza occupano una parte importante nella vita pubblica niueana. Una caratteristica delle canzoni tradizionali niueane è quella di non essere accompagnate da strumenti musicali, se non da un tipico tamburo, chiamato nafa. La danza è tradizionale per festeggiare una nascita o un evento particolare.

## Sport

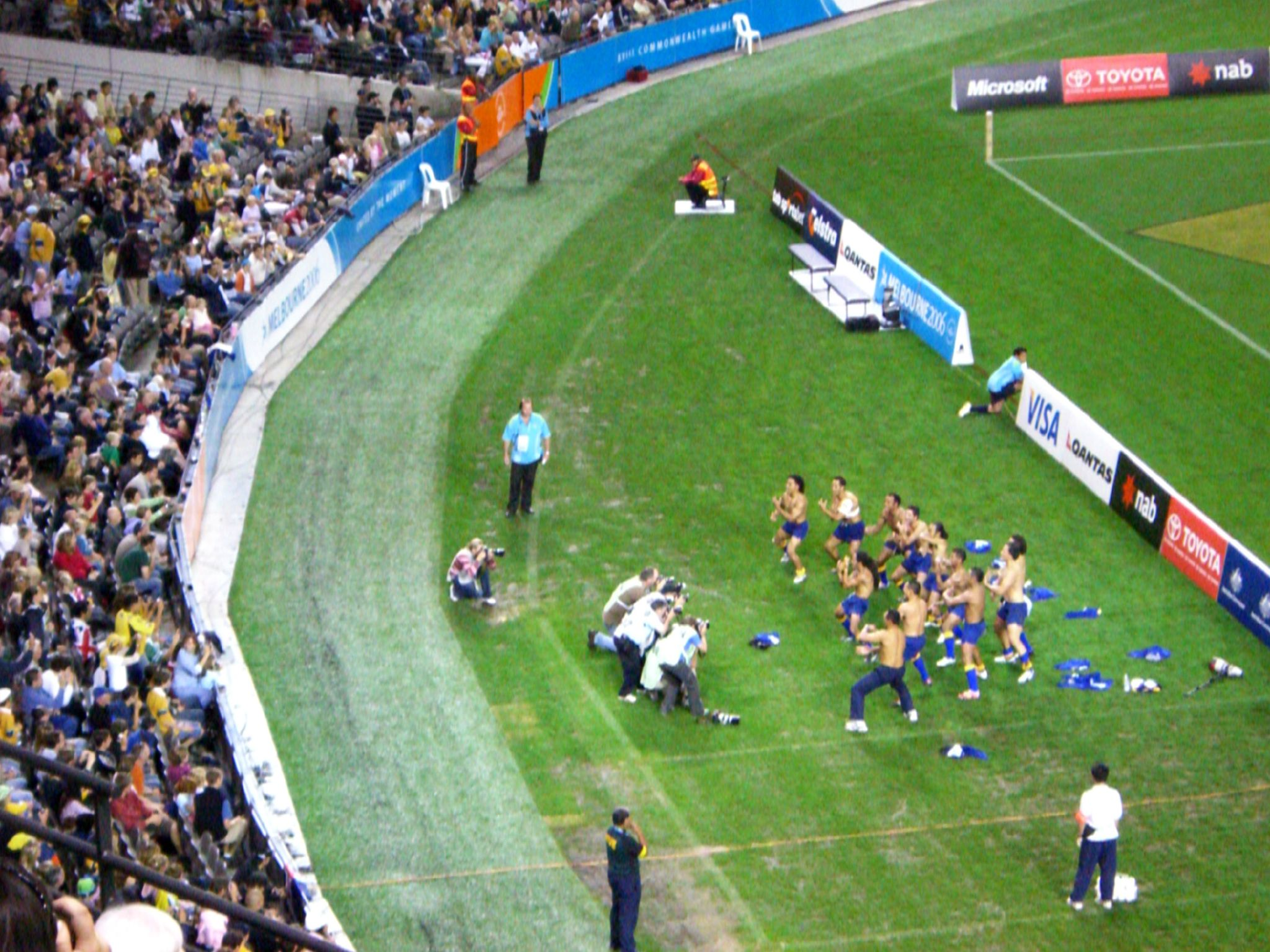
Rugby niueano

Niue, nonostante le sue piccole dimensioni, ha una serie di sport molto popolari.
Il rugby è uno sport molto popolare a Niue, praticato tanto dagli uomini quanto dalle donne.
I Toa Niue hanno ottenuto una finale nel 2007 e una vittoria nel 2008 nella Coppa d'Oceania.
La pallacanestro è anch'essa molto popolare benché sia praticata solo a livello femminile.
Molto praticato anche il golf, con un campo a 9 buche a Fonuakula.
Il calcio è molto popolare, come dimostra il Campionato di calcio di Niue. La nazionale del paese ha esordito nel 1984 ma non ha mai vinto una partita ufficiale. Nel 1960 è nata invece la federazione nazionale, la NIFA, che è stata dal 2006 al 2021 affiliata all'OFC.
Si pratica inoltre il tennis e le sue acque sono il luogo ideale per lo snorkeling e le immersioni subacquee.
Sport tradizionale di Niue è il tika, simile al giavellotto.

## Tradizioni

### Gastronomia
Il piatto nazionale di Niue è il takihi, un piatto a base di taro, papaia e latte di cocco.

### Festività
| Festa        | Nome italiano                 | Nome locale              |
| ------------ | ----------------------------- | ------------------------ |
| 1º gennaio   | Capodanno                     | New Year's Day           |
| 2 gennaio    | Giorno tradizionale del Takai | Takai Commission Holiday |
| 6 febbraio   | Giorno di Waitangi            | Waitangi Day             |
| marzo-aprile | Settimana Santa               | Good Friday              |
| marzo-aprile | Lunedì dell'Angelo            | Easter Monday            |
| 25 aprile    | Giorno dell'ANZAC             | ANZAC Day                |
| 8 giugno     | Compleanno della Regina       | Queen's Birthday         |
| 16 ottobre   | Giorno della Costituzione     | Constitution Day         |
| 27 ottobre   | Giorno di Peniamina           | Peniamina Gospel Day     |
| 25 dicembre  | Natale                        | Christmas Day            |
| 26 dicembre  | Boxing Day                    | Boxing Day               |